# Adur-Anahid
Adur-Anahid (in pahlavi 𐭠𐭲𐭲𐭲𐭲 𐭦𐭩 𐭲𐭲𐭲𐭲𐭲𐭩𐭲) (fl. III secolo) è stata una nobile iraniana di alto rango del III secolo appartenente alla famiglia reale dell'impero sasanide, la quale si fregiò in vita del titolo di regina delle regine (banbishnan banbishn).
Era figlia del secondo re dei re sasanide dell'Iran, Sapore I (al potere dal 240 al 270).

## Nome
Il suo nome è molto probabilmente una combinazione di adur ("fuoco") e del nome della dea iraniana Anahita. Originariamente si pensava che il suo nome significasse "Fuoco di Anahita", mentre oggi si ritiene che voglia dire "Fuoco e Anahita".

## Biografia

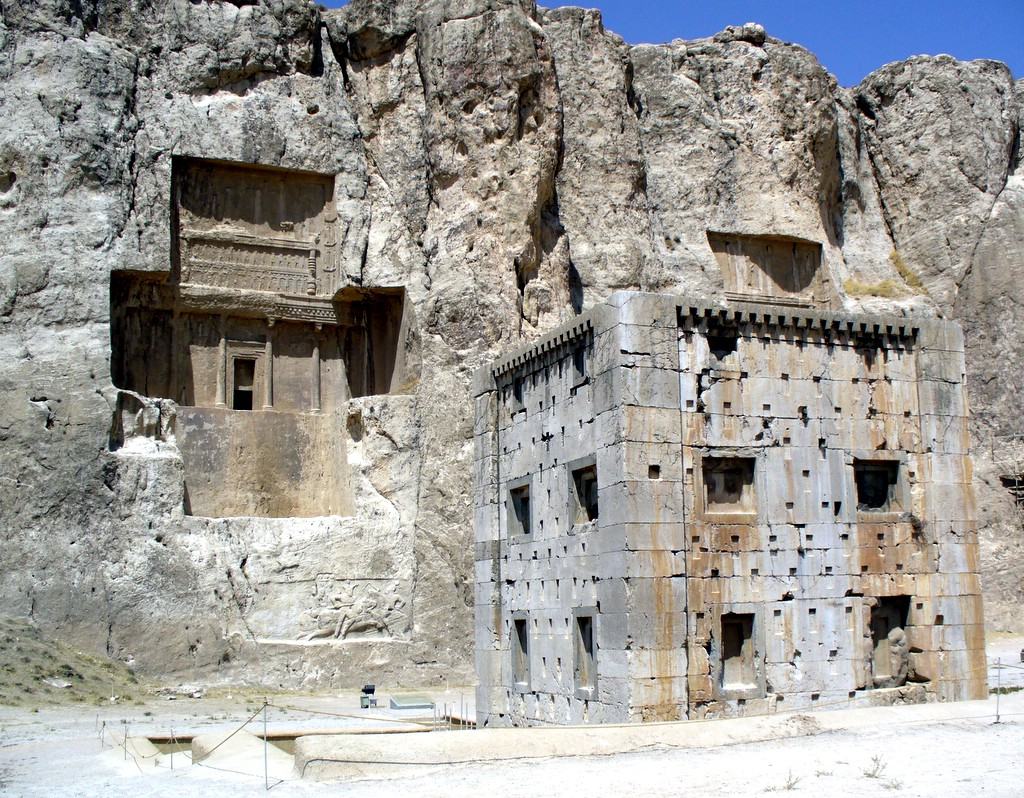
La Ka'ba-ye Zartosht, dove è incisa l'iscrizione di Sapore I

Adur-Anahid era una figlia del secondo re dei re sasanide dell'Iran, Sapore I (al potere dal 240 al 270). Viene menzionata due volte in un'iscrizione sul muro della Ka'ba-ye Zartosht a Naqsh-e Rostam, vicino a Persepoli nell'Iran meridionale, un monumento creato da  Sapore I nel 262 circa. Nel primo paragrafo, Sapore I afferma di aver ordinato la creazione di fuochi per sua figlia Adur-Anahid e per tre dei suoi figli, Ormisda, Sapore Meshanshah e Narsete. Il fuoco istituito per Adur-Anahid fu chiamato Husraw-Adur-Anahid. Nella seconda sezione, Sapore I afferma di aver ricompensato Adur-Anahid, insieme a principi e altri membri di alto rango della corte, ordinando di eseguire sacrifici in loro nome. Adur-Anahid è menzionata con il titolo di regina delle regine (banbishnan banbishn) nell'iscrizione.
L'iranologo tedesco Walther Hinz ha suggerito che Adur-Anahid fosse la sposa di suo padre Sapore I, circostanza che dimostrerebbe la pratica nello zoroastrismo del khwedodah (incesto), o del matrimonio tra parenti stretti. Tuttavia, tale considerazione viene rigettata da altri studiosi, i quali ipotizzano che il titolo dei membri della famiglia reale dimostrava il loro status sociale piuttosto che quello familiare. Il titolo di "regina" era esercitato da tutte le donne della famiglia reale sasanide, comprese le figlie e le sorelle del re e le consorti dei principi sasanidi. Il titolo di Adur-Anahid dimostrava quindi il suo status di donna dal rango maggiore nella corte. Non vi è tuttavia alcun accenno al fatto che praticasse il kwedodah con il padre. Secondo la storica moderna Maria Brosius, «l'analisi delle prove scritte dell'epoca sasanide non permette di concludere che i monarchi sasanidi favorissero i matrimoni incestuosi».

### Esplicative
1. ↑  Adur-Anahid aveva anche altri due fratelli chiamati Shapurdukhtak e Bahram: Brosius (2000); Shahbazi (1988), pp. 514-522.

### Bibliografiche
1. 1 2 3 4 5 6 7 8 9 10 11  Gignoux (1983), p. 472.
2. ↑  Rapp (2014), p. 28.
3. 1 2 3 4 5 6  Brosius (2000).
4. ↑  Spawforth (2007), p. 63.
5. ↑  Sundermann (1988), pp. 678-679.